# Al-Hem
Al-Hem (pronunciado "alsem"), el forzudo de Gorga, es un personaje de la cultura popular valenciana (España), propio de las comarcas del Condado, y herencia del pasado morisco.
Es un morisco legendario que vivió grandes aventuras durante sus más de cien años. Es de gran altura, cabellos erizados y mal peinados, tan fuerte (de brazos como los troncos de una garrofera) que hacía él mismo de airete; además era capaz de tumbar a alguien de espalda de un soplido.